# Dolmens de Costa-Caouda
Les dolmens de Costa-Caouda sont un ensemble de quatre dolmens situés à La Vacquerie-et-Saint-Martin-de-Castries, dans le département français de l'Hérault.

## Dolmenno1
Il est aussi connu sous le nom de dolmen du Mas de Jourde.

## Dolmenno2
Le dolmen est situé au sommet d'une butte, il donne l'impression d'être une construction à étage : la chambre est située plus haut que le couloir. La chambre est recouverte d'une table de couverture de 2,90 m de long sur 2,80 m de large .